# デミング (ニューメキシコ州)
デミング（英: Deming）は、アメリカ合衆国ニューメキシコ州の都市。ルナ郡の郡庁所在地である。人口は1万4758人（2020年）。ラスクルーセスの西97キロメートルに位置している。

## 歴史

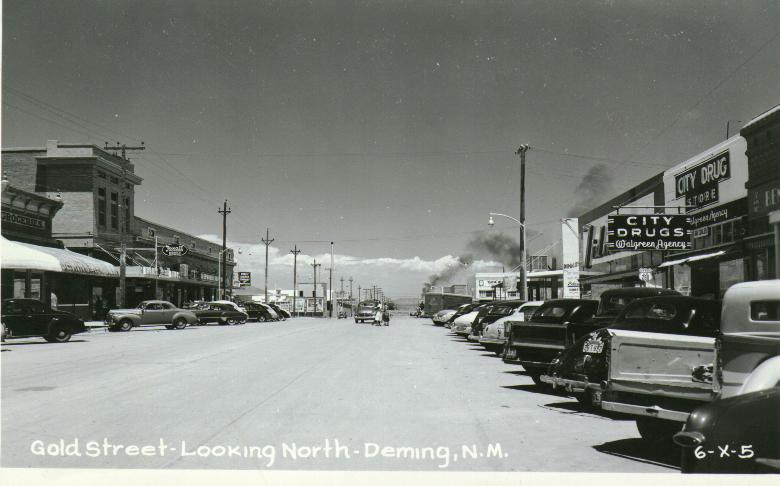
1930年代のデミング

デミング市は1881年に設立され、1902年に法人化された。1853年のガズデン購入までアメリカ＝メキシコ国境の重要な入国港だった。設立時に「ニューシカゴ」というニックネームで呼ばれた。鉄道が爆発的に利用されれば、シカゴのように急速に成長し似てくると予想されていた。
デミングは、鉄道産業のビッグフォーの1人、チャールズ・クロッカーの妻、メアリー・アン・デミング・クロッカーに因んで名付けられた。1881年に、サザン・パシフィック鉄道とアッチソン・トピカ・アンド・サンタフェ鉄道がここで結合され、シルバースパイクが打たれた。これがアメリカ合衆国における大陸横断鉄道として2番目のものになった。
デミングの周辺には古代インディアンの多くの遺跡がある。ミンブレ文化とカサスグランデス文化では質の高い土器を作っており、デミング周辺では、インデァインの土器の他、ビーズ、石器、石の彫刻、墓が豊富に見つかっている。

## 市政府
デミング市は4人の委員と1人の市長による市政委員会が統治する形式を採っている。市長は市全体を選挙区に選出される。市政委員は4つの小選挙区からそれぞれ選ばれ、2年毎に2人ずつ改選される。委員の1人が副市長を兼ねる。

## 地理
デミング市は北緯32度15分40秒 西経107度45分21秒 / 北緯32.26111度 西経107.75583度 (32.261137, −107.755857)に位置し、ベイスン・アンド・レンジ地域に入っている
アメリカ合衆国国勢調査局に拠れば、市域全面積は9.3平方マイル (24.2 km2)であり、全て陸地である。周りは平坦に見える土地であり、近くの山や様々な方向にある微少な傾斜の周辺には岩の多い斜面がある。
ミンブレ川は、北のクックス山脈やブラック山脈に異常な豪雨が起きた時に、10年に1回ほど洪水を起こしている。
デミングと周辺地域には上質の水の帯水層がある。北の山脈から水が緩りと補充されている。硫黄分が多く含まれることがある。
1960年代後半、セレクト・ウェスタン・ランズInc.が「サタディ・イブニング・ポスト」誌にデミングの土地の全ページ広告を掲載した。この広告は半エーカー (2,000 m²) の土地が「あなた自身の小牧場、僅か200ドル、月に5ドルのみ」とうたわれていた。最大2エーカー (8,000  m²) の土地が提案され、「総額1,196ドル、月に15ドルのみ」だった。

## 気候
デミング市はアッパー・チワワ砂漠気候帯に入っている。乾燥して暑く、風がある。夏の気温は100 °F (37.8 °C) を超えることが多いが、標高は4,300フィート (1,310 m) あり、乾燥した空気が、この高温に予測されるよりも快適な気候を生んでいる。
降水は7月から9月のモンスーン期に雷雨や夕立の形で起こることが多い。小さな洪水が平らで大きな地域に時々起こっている。5年から20年くらい比較的雨が多い、あるいは少ない年が続くこともある。春は風が強く、砂嵐が何日も続くことがある。冬に雪が降ることがあるが、1日か2日で溶けてしまう。冬の気温は夜間に氷点下になることがあるが、概して温かく日照もある。
| デミング（標高は4,300フィート、1,310 m）の気候 | デミング（標高は4,300フィート、1,310 m）の気候 | デミング（標高は4,300フィート、1,310 m）の気候 | デミング（標高は4,300フィート、1,310 m）の気候 | デミング（標高は4,300フィート、1,310 m）の気候 | デミング（標高は4,300フィート、1,310 m）の気候 | デミング（標高は4,300フィート、1,310 m）の気候 | デミング（標高は4,300フィート、1,310 m）の気候 | デミング（標高は4,300フィート、1,310 m）の気候 | デミング（標高は4,300フィート、1,310 m）の気候 | デミング（標高は4,300フィート、1,310 m）の気候 | デミング（標高は4,300フィート、1,310 m）の気候 | デミング（標高は4,300フィート、1,310 m）の気候 | デミング（標高は4,300フィート、1,310 m）の気候 |
| 月                                             | 1月                                            | 2月                                            | 3月                                            | 4月                                            | 5月                                            | 6月                                            | 7月                                            | 8月                                            | 9月                                            | 10月                                           | 11月                                           | 12月                                           | 年                                             |
| ---------------------------------------------- | ---------------------------------------------- | ---------------------------------------------- | ---------------------------------------------- | ---------------------------------------------- | ---------------------------------------------- | ---------------------------------------------- | ---------------------------------------------- | ---------------------------------------------- | ---------------------------------------------- | ---------------------------------------------- | ---------------------------------------------- | ---------------------------------------------- | ---------------------------------------------- |
| 最高気温記録 °F （°C）                         | 84 (29)                                        | 86 (30)                                        | 91 (33)                                        | 99 (37)                                        | 105 (41)                                       | 109 (43)                                       | 110 (43)                                       | 109 (43)                                       | 104 (40)                                       | 98 (37)                                        | 92 (33)                                        | 82 (28)                                        | 110 (43)                                       |
| 平均最高気温 °F （°C）                         | 57.4 (14.1)                                    | 62.3 (16.8)                                    | 68.7 (20.4)                                    | 76.7 (24.8)                                    | 85.7 (29.8)                                    | 94.8 (34.9)                                    | 94.6 (34.8)                                    | 92.2 (33.4)                                    | 87.6 (30.9)                                    | 78.2 (25.7)                                    | 66.0 (18.9)                                    | 57.1 (13.9)                                    | 76.8 (24.9)                                    |
| 平均最低気温 °F （°C）                         | 26.0 (−3.3)                                    | 29.7 (−1.3)                                    | 34.4 (1.3)                                     | 40.8 (4.9)                                     | 49.0 (9.4)                                     | 58.7 (14.8)                                    | 64.8 (18.2)                                    | 63.3 (17.4)                                    | 56.4 (13.6)                                    | 44.5 (6.9)                                     | 32.9 (0.5)                                     | 26.7 (−2.9)                                    | 43.9 (6.6)                                     |
| 最低気温記録 °F （°C）                         | −7 (−22)                                       | 6 (−14)                                        | 7 (−14)                                        | 16 (−9)                                        | 23 (−5)                                        | 38 (3)                                         | 48 (9)                                         | 50 (10)                                        | 36 (2)                                         | 18 (−8)                                        | 6 (−14)                                        | −2 (−19)                                       | −7 (−22)                                       |
| 降水量 inch （mm）                             | 0.47 (11.9)                                    | 0.54 (13.7)                                    | 0.40 (10.2)                                    | 0.24 (6.1)                                     | 0.23 (5.8)                                     | 0.43 (10.9)                                    | 1.92 (48.8)                                    | 1.84 (46.7)                                    | 1.30 (33)                                      | 0.83 (21.1)                                    | 0.50 (12.7)                                    | 0.67 (17)                                      | 9.38 (238.3)                                   |
| 降雪量 inch （cm）                             | 1.2 (3)                                        | 0.9 (2.3)                                      | 0.3 (0.8)                                      | 0.1 (0.3)                                      | 0 (0)                                          | 0 (0)                                          | 0 (0)                                          | 0 (0)                                          | 0 (0)                                          | 0 (0)                                          | 0.1 (0.3)                                      | 1.0 (2.5)                                      | 3.6 (9.1)                                      |
| 出典：The Western Regional Climate Center      |                                                |                                                |                                                |                                                |                                                |                                                |                                                |                                                |                                                |                                                |                                                |                                                |                                                |

## 植物相と動物相
チワワ砂漠は植物も動物も大変多様である。降水量によって自生する多くの種の野草があるが、景観はメキシコハマビシ、蜜のあるメスキート、ソープツリー・ユッカが大半を占めている。近くの小さな山岳部では多種のサボテンが見られる。
ジャックラビットやワタオウサギがよく見られる動物であり、カンガルーラットなど小さな齧歯動物も見られる。これら小さな動物が多いので、鷹やノスリが上空で狙っている。夜にはコヨーテの声も聞かれる。ヤマアラシやスカンクも多い。鳴き鳥、スズメ、カケス、カラス、ミチバシリがよく見られる。ガラガラヘビ、ブルスネークなどヘビの種も多い。近くの山ではシカ、クマ、ヒツジ、さらにはオウムが見られる。

## 人口動態
以下は2000年の国勢調査による人口統計データである。
| 基礎データ - 人口: 14,116 人 - 世帯数: 5,267 世帯 - 家族数: 3,628 家族 - 人口密度: 583.5人/km2（1,512.0 人/mi2） - 住居数: 6,192 軒 - 住居密度: 256.0軒/km2（663.2 軒/mi2） 人種別人口構成 - 白人: 69.66% - アフリカン・アメリカン: 1.23% - ネイティブ・アメリカン: 1.37% - アジア人: 0.48% - 太平洋諸島系: 0.01% - その他の人種: 24.19% - 混血: 3.07% - ヒスパニック・ラテン系: 64.58% | 年齢別人口構成 - 18歳未満: 30.9% - 18-24歳: 8.2% - 25-44歳: 23.1% - 45-64歳: 19.3% - 65歳以上: 18.6% - 年齢の中央値: 35歳 - 性比（女性100人あたり男性の人口） - 総人口: 89.7 - 18歳以上: 85.9 世帯と家族（対世帯数） - 18歳未満の子供がいる: 34.9% - 結婚・同居している夫婦: 49.0% - 未婚・離婚・死別女性が世帯主: 15.5% - 非家族世帯: 31.1% - 単身世帯: 27.8% - 65歳以上の老人1人暮らし: 15.7% - 平均構成人数 - 世帯: 2.63人 - 家族: 3.23人 | 収入と家計 - 収入の中央値 - 世帯: 20,081米ドル - 家族: 23,030米ドル - 性別 - 男性: 25,379米ドル - 女性: 16,462米ドル - 人口1人あたり収入: 10,943米ドル - 貧困線以下 - 対人口: 32.9% - 対家族数: 28.5% - 18歳未満: 47.4% - 65歳以上: 16.6% |

## 経済
デミング市の経済は、輸送、不動産、農業、エネルギー、退職者、観光、およびアメリカ合衆国国土安全保障省に基づいている。アメリカ合衆国国境警備隊の車両は、デミング地域交通量の中で大きな比率を占めている。
デミングは州間高速道路10号線の西はローズバーグ、東はラスクルーセスの中間で唯一大きな町であり、それぞれ約60マイル (97 km) の距離にある。北のシルヴァーシティにも約50マイル (80 km) と近く、南は25マイル (40 km) のコロンバスの村を経て、メキシコのチワワ州に入る。東海岸と西海岸を繋ぐ大陸横断鉄道の1つに沿っている。
2006年、国土安全保障におけるデミング市の役割が拡大した。デミングの産業団地に、ジャンプスタート作戦を支援するボーダーウルフと呼ばれる広さ10エーカー (40,000 m2) の前進作戦基地、国境警備隊の訓練センターが置かれた。空港にあった暫定的な建物群はその後解体されて、移動された。

## 大衆文化の中で
デミングでは1953年から幾つかの映画が撮影されてきた。中でも著名なのがインディアナ・ジョーンズものである『インディ・ジョーンズ/クリスタル・スカルの王国』と、1992年の『Gas Food Lodging』だった。
デミングの鉄道駅はヒストリーチャンネルの『Mega Movers』で紹介された。

## 交通
空港
- デミング市民空港、元デミング陸軍飛行場、現在は民間機とチャーター機が利用
- エルパソ国際空港、最も近い商業空港、南東に108マイル (174 km) のテキサス州にある

主要高規格道路
- 州間高速道路10号線
- 州間高速道路10号線産業道路

鉄道
- アムトラックの「サンセット・リミテッド」（ニューオーリンズ＝ロサンゼルス[間）と「テキサス・イーグル」（シカゴからサンアントニオ経由ロサンゼルス間）の各列車がデミング駅に停車する

## 見どころ

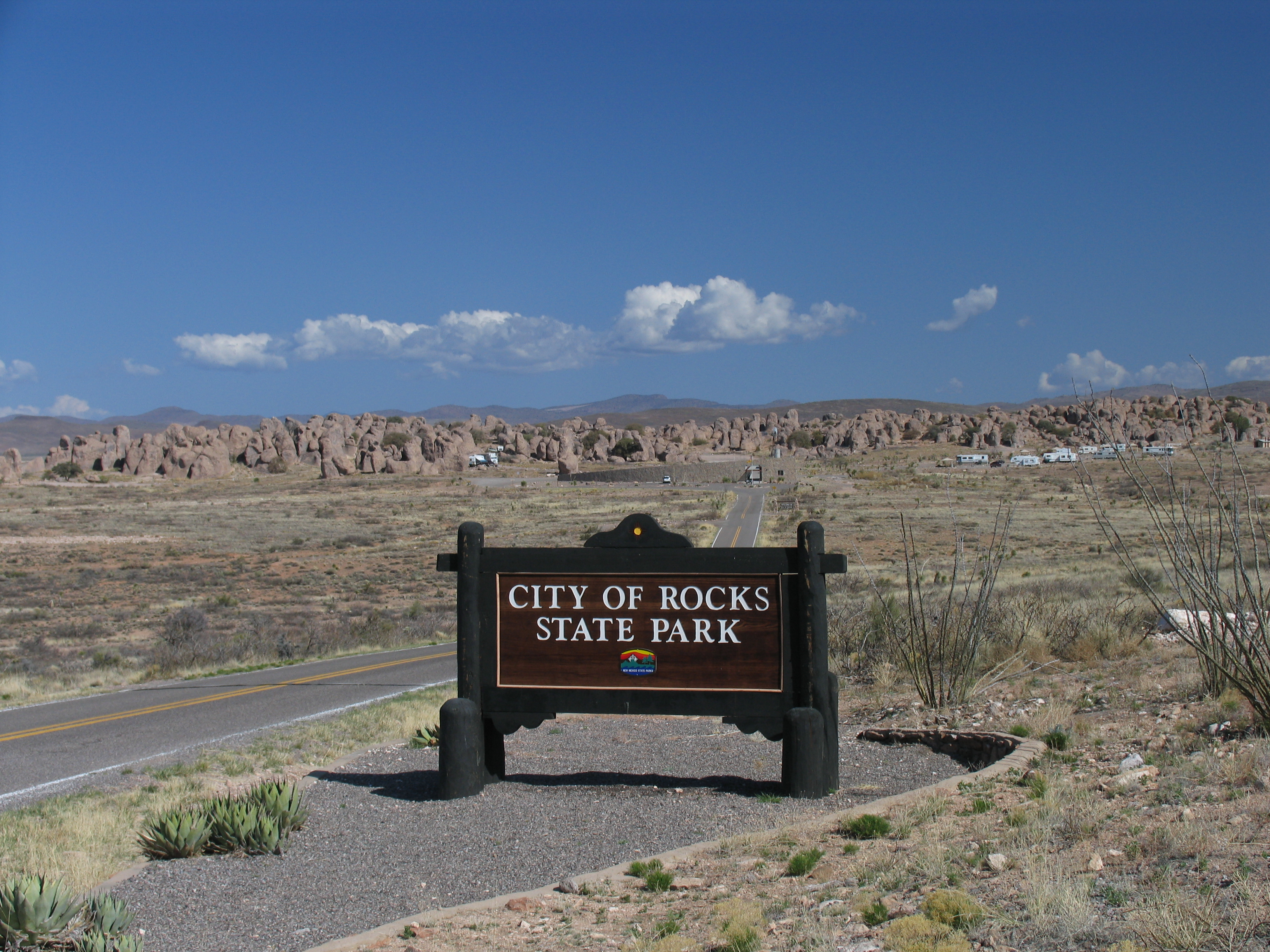
シティ・オブ・ロックス州立公園

デミング・ルナ・ミンブレス博物館は、歴史的なデミング武器庫（1916年）や税関の中にあり、ミンブレ・インディアンの彩色陶器、シーマン・フィールズ・ハウスの歴史的家具付き部屋、アンティークな自動車、再生されたハーベイ・ハウス・レストラン、人形のコレクション、さらに地質断面など多くの展示物がある。
デミング市の近くには火山岩が変わった形状に集まったシティ・オブ・ロックス州立公園があり、またロックハウンド州立公園では鉱物や石の標本を採集できる。
毎年8月の第3週末にグレートアメリカン・ダック・レースが開催されている。郡庁舎広場と周辺地域で、湿ったレース場と乾燥したレース場があり、熱気球ショー、ダック・パレードのトーナメントもあり、移動遊具や屋台が出される。
ルナ・ロサ・ワイナリーは土地のワイン醸造所であり、地元ブドウ園で栽培したブドウから様々なワインを生産している。

## 教育
デミング教育学区が公共教育を管轄している。